# El hombre de papel
El hombre de papel és una pel·lícula mexicana en cinedrama produïda i dirigida per Ismael Rodríguez, en 1963. Inspirada en el llibre de Luis Spota, El billete. Realitzada amb la col·laboració de Ricardo Garibay, Mario Hernández, Pedro de Urdimalas i Fernando Morales Ortíz. La pel·lícula fou seleccionada per representar Mèxic a l'Oscar a la millor pel·lícula de parla no anglesa als premis Oscar de 1963, però la seva nominació va ser acceptada.

## Sinopsi
Adán és un "pepenador" (recollidor d'escombraries per reciclar) discapacitat que viu sol amb la companyia d'un gos. Quan es mor el gos intenta adoptar un nen abandonat, però l'entrega a la policia convençut pel seu amic Torcuato, qui el convenç perquè se'n vagi amb prostitutes. Allí es relaciona amb una d'elles, coneguda com "la italiana". A causa d'un malentès troben un bitllet de 10.000 dòlars a la seva cartera, cosa que desperta l'avarícia i l'enveja dels qui l'envolten, que fan el possible per prendre-li.

## Repartiment
- Ignacio López Tarso - Adán
- Alida Valli -s La Italiana
- Susana Cabrera - La Gorda
- Guillermo Orea - Botiguer
- Alicia del Lago - María
- José Ángel Espinoza - Torcuato (Ferrusquilla)
- Famie Kaufman - Prostituta ('Vitola')
- Mario García 'Harapos' - El Gorgojo
- Dolores Camarillo
- Raúl Castell - Don Trini
- Tizoc Rodríguez
- Jana Kleinburg
- Carlos Ancira - Comisario

## Nominacions i premis
Ignacio López Tarso va guanyar el premi Golden Gate al millor actor al Festival Internacional de Cinema de San Francisco, i Alida Valli fou nominada com a millor actriu dramàtica als Globus d'Or.